# 니시아치정
니시아치정(西阿知町)은 오카야마현 아사쿠치군에 있던 정이다. 1953년 1월 1일에 구사시키시에 편입해 폐지되었다.현재의 구라시키시 니시아치 지구에 해당한다.

## 개요
고대에는 기비의 구멍 바다라고 불리는 해역으로, 다카하시강 하구 앞바다였다. 그후, 다카하시강이 운반하는 토사의 퇴적 작용으로 간조 시에는 갯벌이 펼쳐져 아치노카타(あちのかた)라고 불리게 되었다.
1926년 다카하시강 개수 공사가 완료될 때까지는 동서로 다카하시강으로 둘러싸인 지역 내에서 그 중 서쪽에 위치해 있었다.

## 역사
- 1889년 6월 1일 - 아사쿠치군 니시아치촌 고우치촌(甲内村)이 설치되다.
- 1891년 7월 - 산요 철도가 개통되다.
- 1902년 9월 30일 - 아사쿠치군 니시아치촌·고우치촌(甲内村)이 합병하여 고우치촌(河内村)을 신설.
- 1920년 5월 25일 - 니시아치역이 개업.
- 1922년 1월 1일 - 정제 시행에 따라 고우치정(河内町)으로 개칭.
- 1926년 1월 1일 - 다카하시강의 개수 공사 준공으로, 마을 이름을 니시아치정(西阿知町)으로 개칭.
- 1953년 1월 1일 - 구라시키시(초대)에 편입 합병한다.
- 1967년 2월 1일 - 구라시키시(초대)·고지마시·다마시마시가 합병하여, 구라시키시(2대)를 신설.
- 1985년 11월 13일 - 국도 2호 다마시마 바이패스의 고가화, 및 다카하시강대교가 잠정 2차선으로 완성된다.

## 참고문헌
- 『西阿知町史』　著･編；西阿知町史編纂委員会　1954年（昭和29年）11月
- 『岡山県市町村合併誌　市町村編』（昭和35年）岡山県
- 巌津政右衛門『岡山地名事典』（1974年）日本文教出版社
- 岡山県大百科事典編集委員会『岡山地名事典』（1979年）山陽新聞社
- 渡辺光・中野尊正・山口恵一郎・式正英『日本地名大辞典2 中国・四国』（1968年）朝倉書店
- 下中直也『日本地名大系第三四巻 岡山県の地名』（1988年）平凡社
- 黒田茂夫『県別マップル33 岡山県広域・詳細道路地図』（2010年）昭文社